# Sielsowiet kondratowski (obwód kurski)
Sielsowiet kondratowski (ros. Кондратовский сельсовет) – jednostka administracyjna wchodząca w skład rejonu biełowskiego w оbwodzie kurskim w Rosji.
Centrum administracyjnym sielsowietu jest wieś (ros. село, trb. sieło) Ozierki.

## Geografia
Powierzchnia sielsowietu wynosi 114,77 km².

## Historia
Status i granice sielsowietu zostały określone 21 października 2004 roku.

## Demografia
W 2017 roku sielsowiet zamieszkiwało 1105 mieszkańców.

## Miejscowości
W skład sielsowietu wchodzą miejscowości: Ozierki, Goptarowka, Zabużewka, Kondratowka, Kuczerow, Miłajewka.